# BJ Papa
BJ Papa, geboren als William Jackson (Mobile (Alabama), 9 februari 1936 – San Francisco, 31 augustus 2008), was een Amerikaanse jazzpianist, -componist en muziekpedagoog.

## Biografie
Jackson kreeg pianolessen van zijn moeder, een professionele pianiste. Als legerarts was hij halverwege de jaren 1950 gestationeerd in San Francisco, waar hij in de officiersclub in aanraking kwam met jazz. Nadat hij in 1956 uit het leger was ontslagen, verbleef hij in de San Francisco Bay Area en begon hij saxofoonlessen te volgen na het luisteren naar jazzsterren als Charlie Parker en Dexter Gordon in Bop City in Jimbo in de wijk Fillmore, maar stopte met het spelen van de saxofoon en vormde zijn eigen pianospel op basis van het stilistische voorbeeld van Thelonious Monk. Hij speelde met John Handy en Bishop Norman Williams, maar was in de loop der jaren vooral bekend om het organiseren van jamsessies in de hele stad. Ondersteund door muzikanten als Dewey Redman, John Handy en Frank Butler, werd hij een bekende persoonlijkheid in het jazzcircuit van San Francisco en een actieve supporter van een jonge generatie muzikanten (zoals zangeres Kim Nalley), met wie hij in talloze sessies en in clubs speelde zoals Wild West, Cafe Du Nord, Caffe Trieste en Pearl's in North Beach. Hij toonde ook respect aan het district met een van zijn composities. Hij bracht het album BJ's World uit onder zijn eigen naam. In 2003 eerde de Upper Grant Avenue Art Fair Association hem voor zijn diensten aan het muziekcircuit en -cultuur van North Beach.

## Overlijden
BJ Papa overleed in augustus 2008 op 72-jarige leeftijd aan leverfalen.
- Library of Congress Control Number: no2009016289
- MusicBrainz: a6e56a64-d303-40a1-a7ff-fac266d0f413
- Virtual International Authority File: 78917766
- WorldCat: E39PBJf4dmMhgDFdpBxqgwwXBP